# Mutějovice
Obec Mutějovice (německy Mutowitz) se nachází v okrese Rakovník, kraj Středočeský, zhruba deset kilometrů severně od Rakovníka. Žije zde 846 obyvatel. Nejvyšším bodem obce je vrch Zadní Rovina (524 metrů).

## Název
Název vesnice je odvozen od osobního jména Mutěj ve významu ves lidí Mutějových.

## Historie

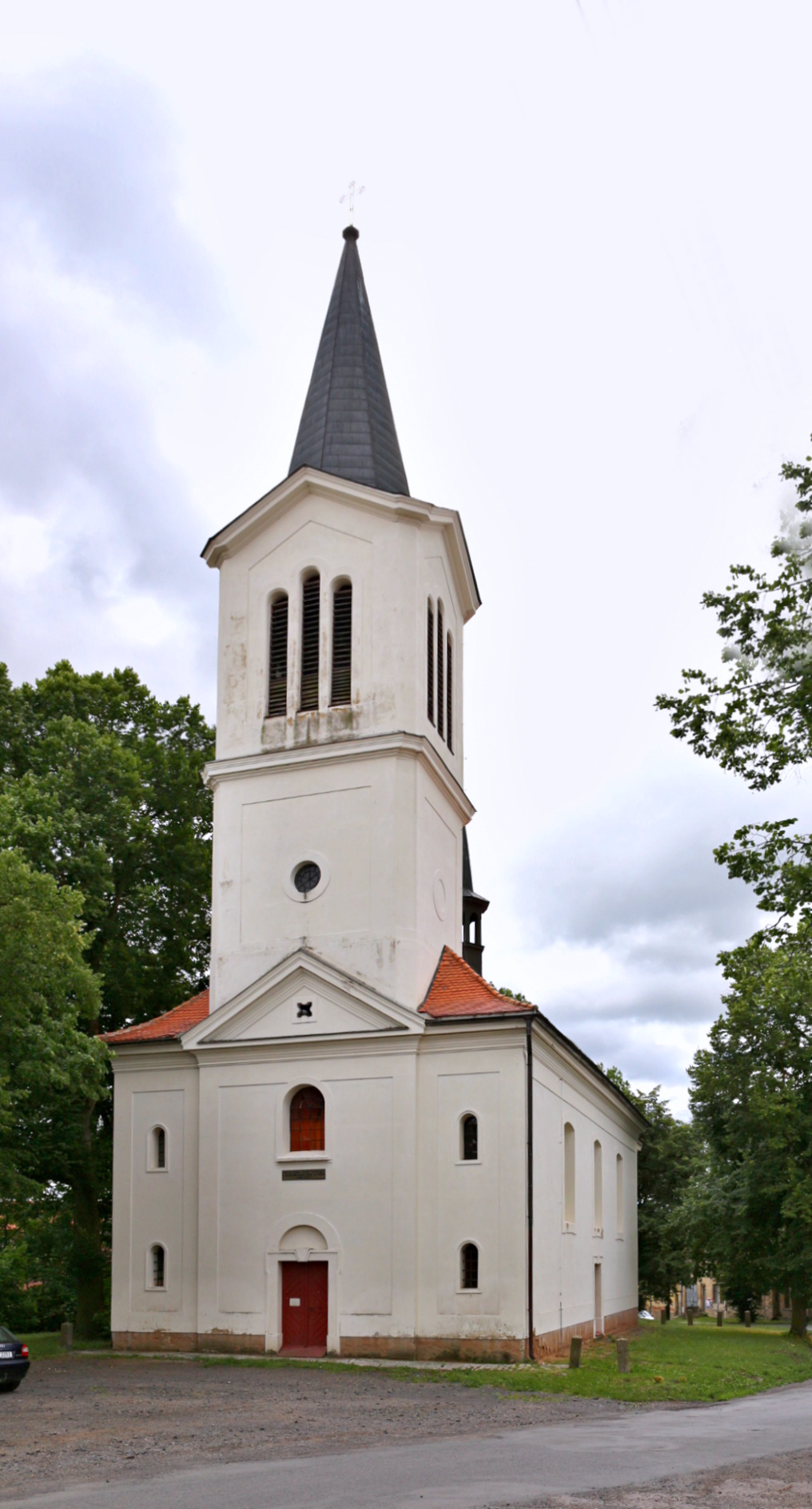
Kostel svatého Václava

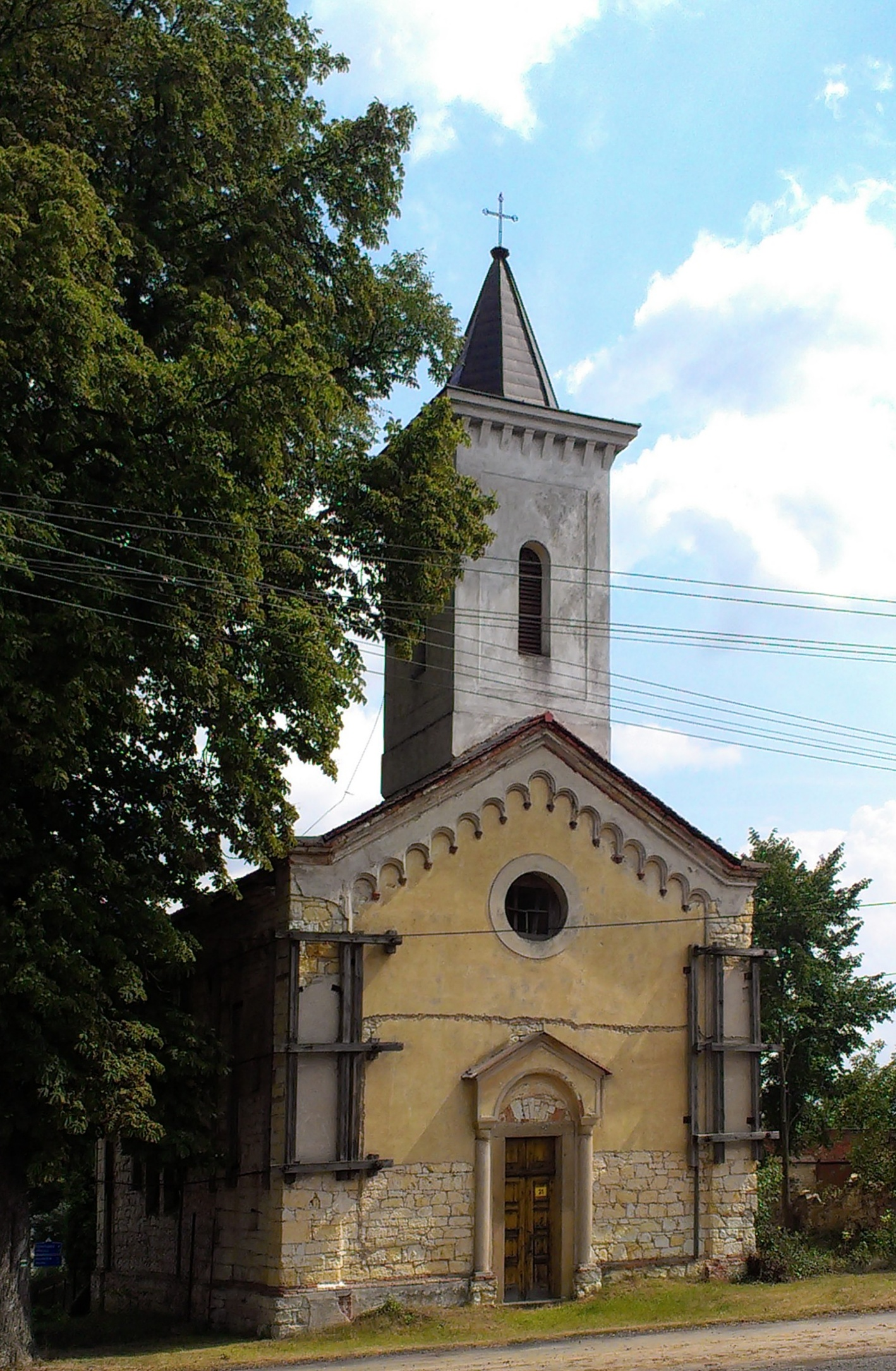
Kostel svatého Prokopa

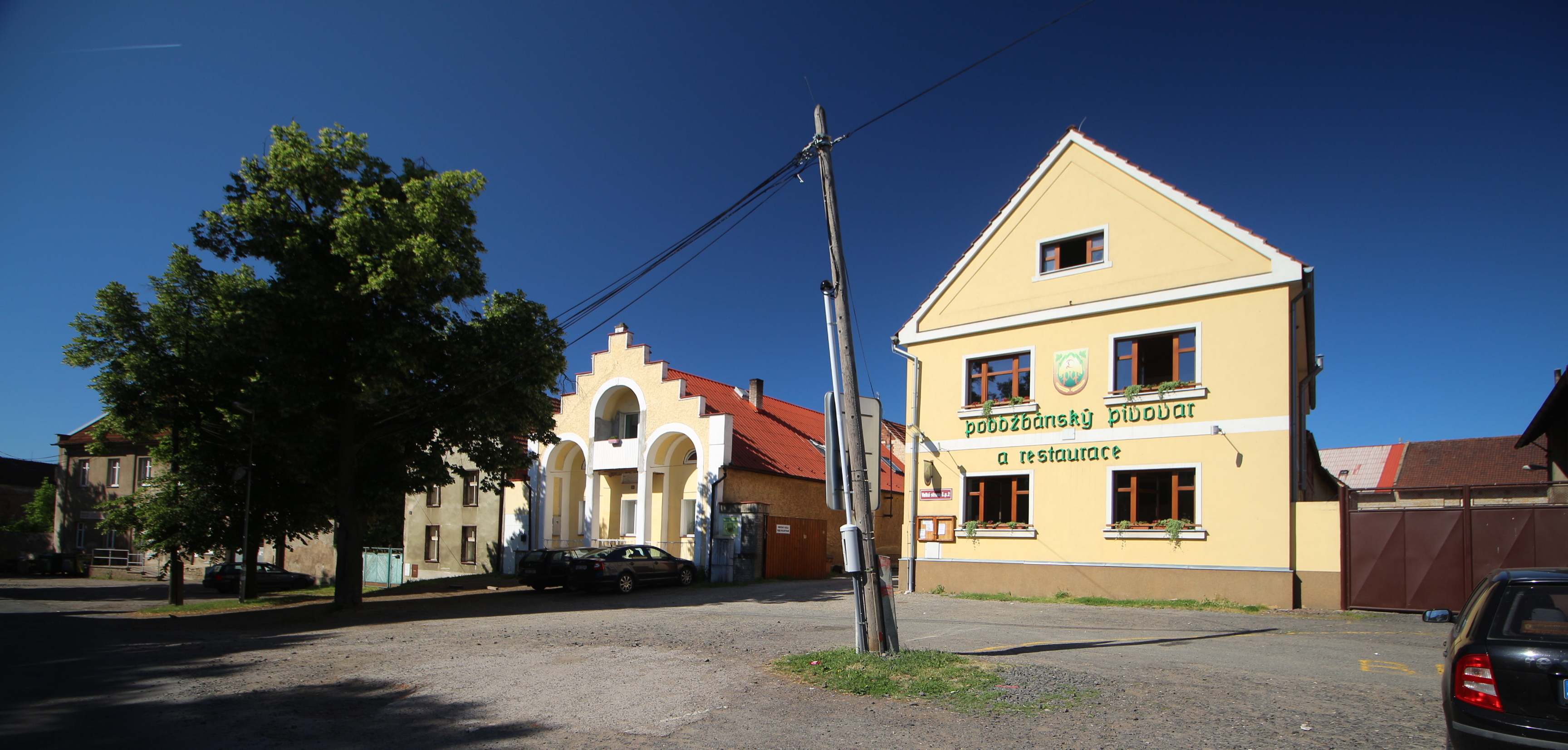
Poddžbánský pivovar

Okolí vesnice bylo lidmi využíváno už v mladém paleolitu. Archeolog Friedrich Hammer na okolních polích a chmelnicích identifikoval pět lokalit, na kterých se vyskytuje štípaná industrie kultury aurignacienu. On a další badatelé získali soubor nástrojů vyrobených z baltského pazourku a bečovského křemence. Nálezy jsou uloženy v Muzeu T. G. M Rakovník. Další pravěká lokalita z období pozdního paleolitu byla popsána na okraji vesnice v místě s pomístním názvem Na Liščinách.
První písemné zmínky o Mutějovicích, tehdy příslušných ke královskému panství Křivoklát, pocházejí z období panování krále Jana Lucemburského a datují se do let 1325 a 1337 (kdy Jan zastavil Mutějovice Jindřichovi z Kaufunku). K roku 1356 se mutějovický kostel svatého Václava připomíná jako farní. Již ve druhé polovině 16. století bývala v Mutějovicích škola, jedna z prvních v širokém okolí.
Za třicetileté války byla obec roku 1634 vypleněna a farnost dokonce na čas zanikla. V roce 1707 byly obnoveny farnost a škola, roku 1740 postaven kostelík sv. Prokopa. Velká pohroma postihla Mutějovice v roce 1806, kdy rozsáhlý požár strávil 47 domů i kostel. V letech 1867 až 1871 byla katastrem Mutějovic položena železniční trať z Prahy do Chomutova. V roce 1880 došlo k založení místního sboru dobrovolných hasičů, roku 1893 pak byla v Mutějovicích zřízena pošta. V této době se v okolí obce rozvíjela těžba kamenného uhlí a pěstování chmele.

### Novodobé dějiny
Po Mnichovské dohodě, jíž muselo na podzim 1938 Československo odstoupit nacistickému Německu velkou část svého území, se Mutějovice na sedm let staly poslední pohraniční obcí na české straně – sousední Kounov už ležel v Říši.
V roce 1983 se na sklizené chmelnici u Mutějovic konala akce Chmelnice, neoficiální tvůrčí sympózium výtvarných umělců s prvky land artu a postmoderny.

### Rok 1932
Ve vsi Mutějovice (1257 obyvatel, poštovní úřad, telegrafní úřad, telefonní úřad, četnická stanice, 2 katol. kostely, společenstvo smíšených živností, sbor dobrovolných hasičů) byly v roce 1932 evidovány tyto živnosti a obchody: lékař, autodoprava, bednář, biograf Sokol, cukrář, obchod s dobytkem, důl Union, galanterie, 2 holiči, 6 hostinců, klempíř, 2 koláři, Dělnický konsum, 2 kováři, 4 krejčí, 2 lakýrníci, malíř, mlýn, 2 pekaři, porodní asistentka, 7 rolníků, 2 řezníci, sadař, sedlář, 8 obchodů se smíšeným zbožím, spořitelní a záložní spolek pro Mutějovice, 5 švadlen, 2 trafiky, truhlář, zahradnictví, zámečník, zubní ateliér.

### Územněsprávní začlenění
Dějiny územněsprávního začleňování zahrnují období od roku 1850 do současnosti. V chronologickém přehledu je uvedena územně administrativní příslušnost obce v roce, kdy ke změně došlo:
- 1850 země česká, kraj Praha, politický i soudní okres Rakovník[11]
- 1855 země česká, kraj Praha, soudní okres Rakovník
- 1868 země česká, politický i soudní okres Rakovník
- 1939 země česká, Oberlandrat Kladno, politický i soudní okres Rakovník[12]
- 1942 země česká, Oberlandrat Praha, politický i soudní okres Rakovník[13]
- 1945 země česká, správní i soudní okres Rakovník[14]
- 1949 Pražský kraj, okres Rakovník[15]
- 1960 Středočeský kraj, okres Rakovník
- 2003 Středočeský kraj, obec s rozšířenou působností Rakovník

## Přírodní poměry
Vesnice stojí na jižním okraji přírodního parku Džbán, jeho hranice zde vede podél silnice z Kounova do Hředlí.

## Části obce
Obec Mutějovice se skládá ze dvou částí na dvou stejnojmenných katastrálních územích:
- Mutějovice
- Lhota pod Džbánem

## Doprava
Do obce vedou silnice III. třídy. Obec leží na železniční trati Lužná u Rakovníka – Chomutov. Je to jednokolejná celostátní trať, doprava na ní byla zahájena roku 1870. Autobusová doprava – V obci zastavují autobusové linky jedoucí např. do těchto cílů: Kounov (linka 563), Ročov (linka 585), Rakovník (linky 563, 584, 585). Železniční zastávkou Mutějovice zastávka na trati 124 v roce 2021 jezdily denně tři páry osobních vlaků. Na trati 126 stojí ve vzdálenosti tři kilometry od středu obce železniční stanice Mutějovice, mezi Rakovníkem a Mostem jezdí třináct párů osobních vlaků.

## Pamětihodnosti

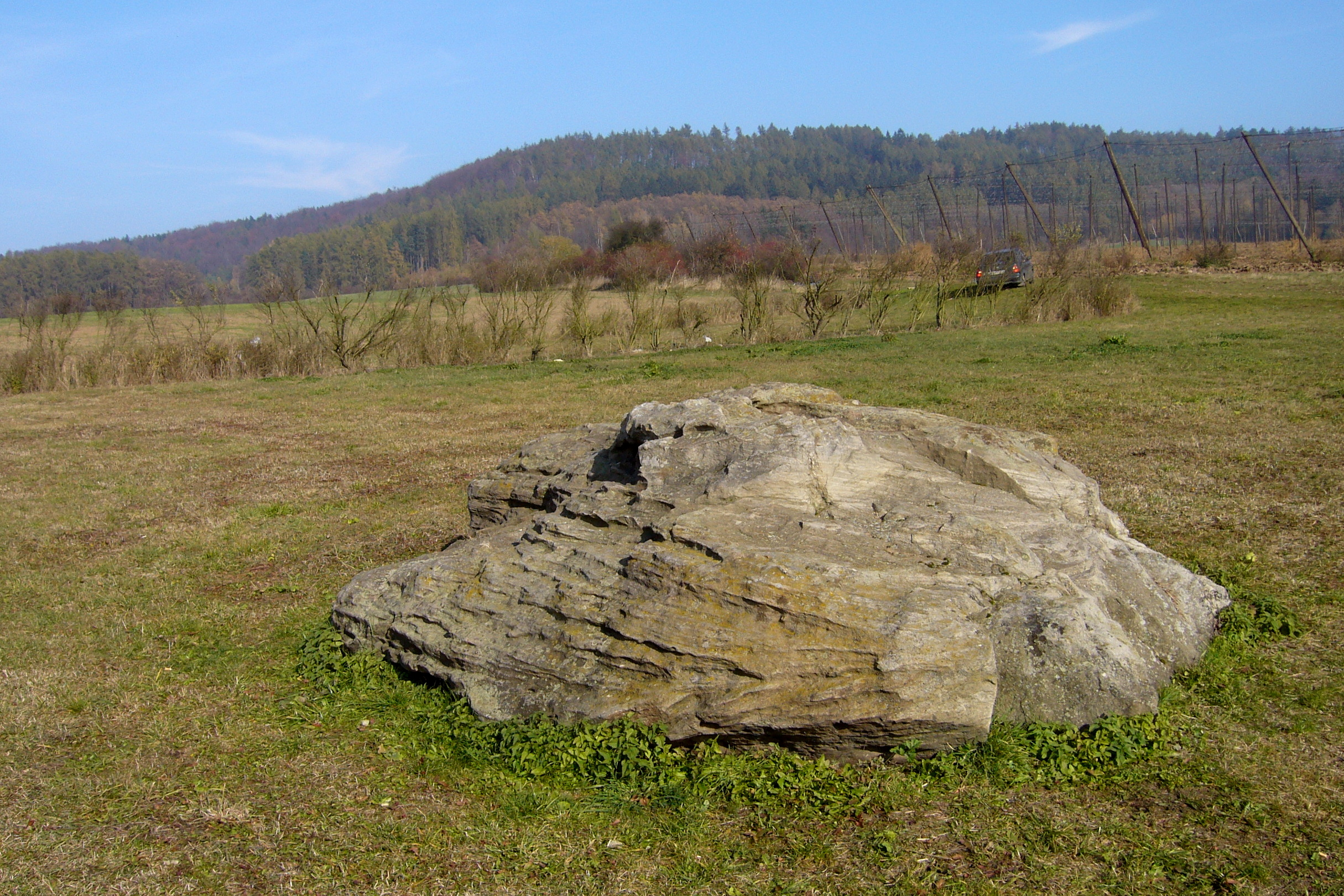
Čertův kámen

- Kostel svatého Václava
- Kostel svatého Prokopa
- Socha Panny Marie
- Zřícenina hradu Džbán

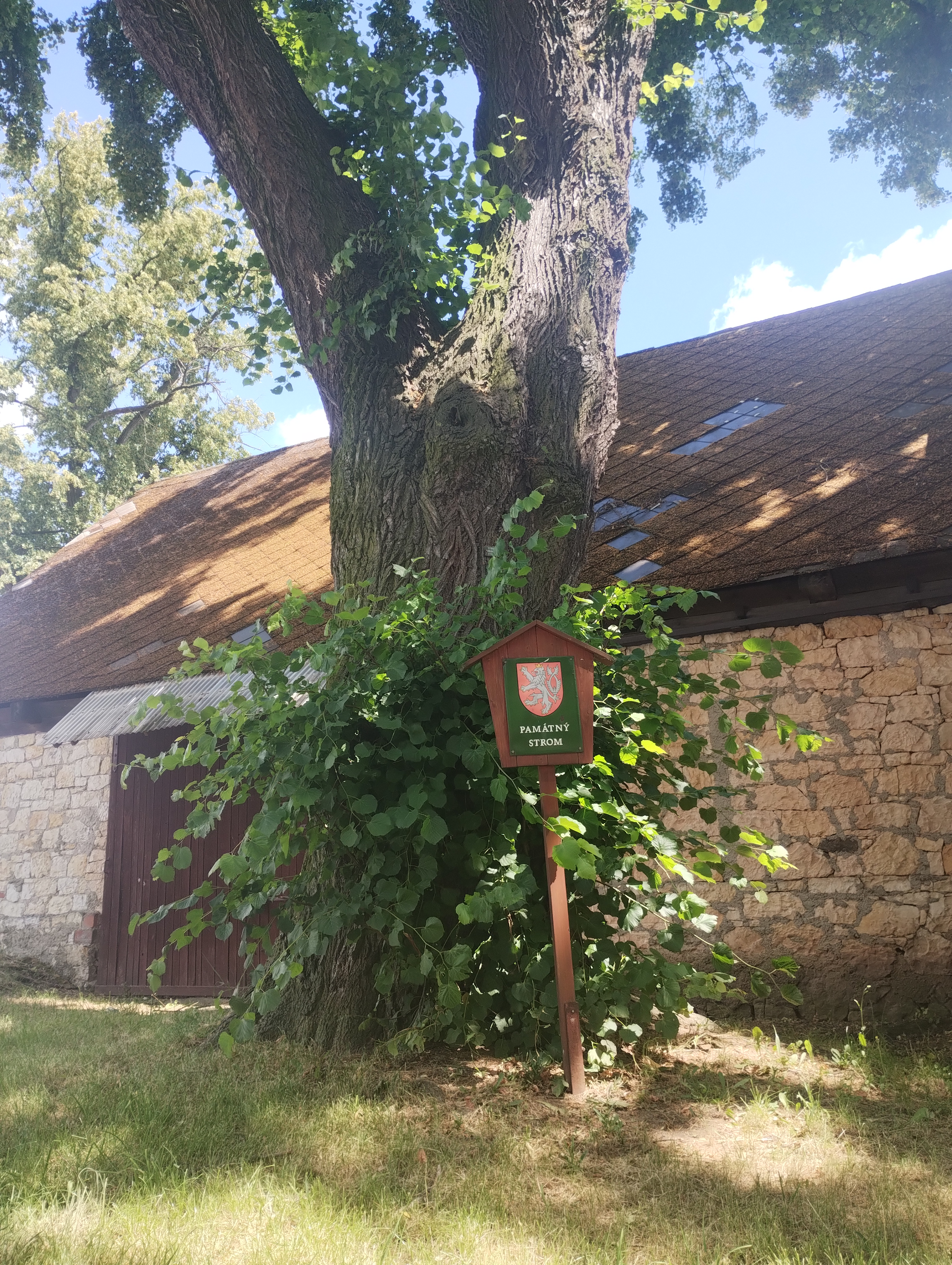
Lípa v Mutějovicích – památný strom

- Lípa v Mutějovicích – památný strom lípa malolistá (Tilia cordata) s obvodem kmene 400 cm a výškou 28 m (1994) pochází z roku 1740. Nachází se v severozápadní části obce, naproti hřbitovu u veřejné studny[16]
- Severně od vesnice, u silnice k mutějovickému nádraží, leží Čertův kámen. Patří mezi tzv. sluňáky neboli silkrety a vznikl silifikací pískovců uložených během paleogénu. Na kameni jsou patrné stopy po odstřelu.[17]Čertův kámen

## Osobnosti
- Gustav Kroupa (1857–1935), důlní inženýr a ředitel v uranových dolů Jáchymově, podporoval výzkumy Marie Curie-Sklodovské, při kterých objevila prvek radium, tím, že jí přenechával velké množství smolince (uraninitu)
- Adolf Truksa (1864–1944), spisovatel a překladatel
- Josef Mágr, sochař
- Vojtěch Tittelbach (1900–1971), malíř
- František Ometák (1912–1942), četnický strážmistr
- Hynek Roubík, akademik působící na České zemědělské univerzitě v Praze[18]

V Mutějovicích v závěru života žil a zemřel archeolog Friedrich Hammer (1899–1973).

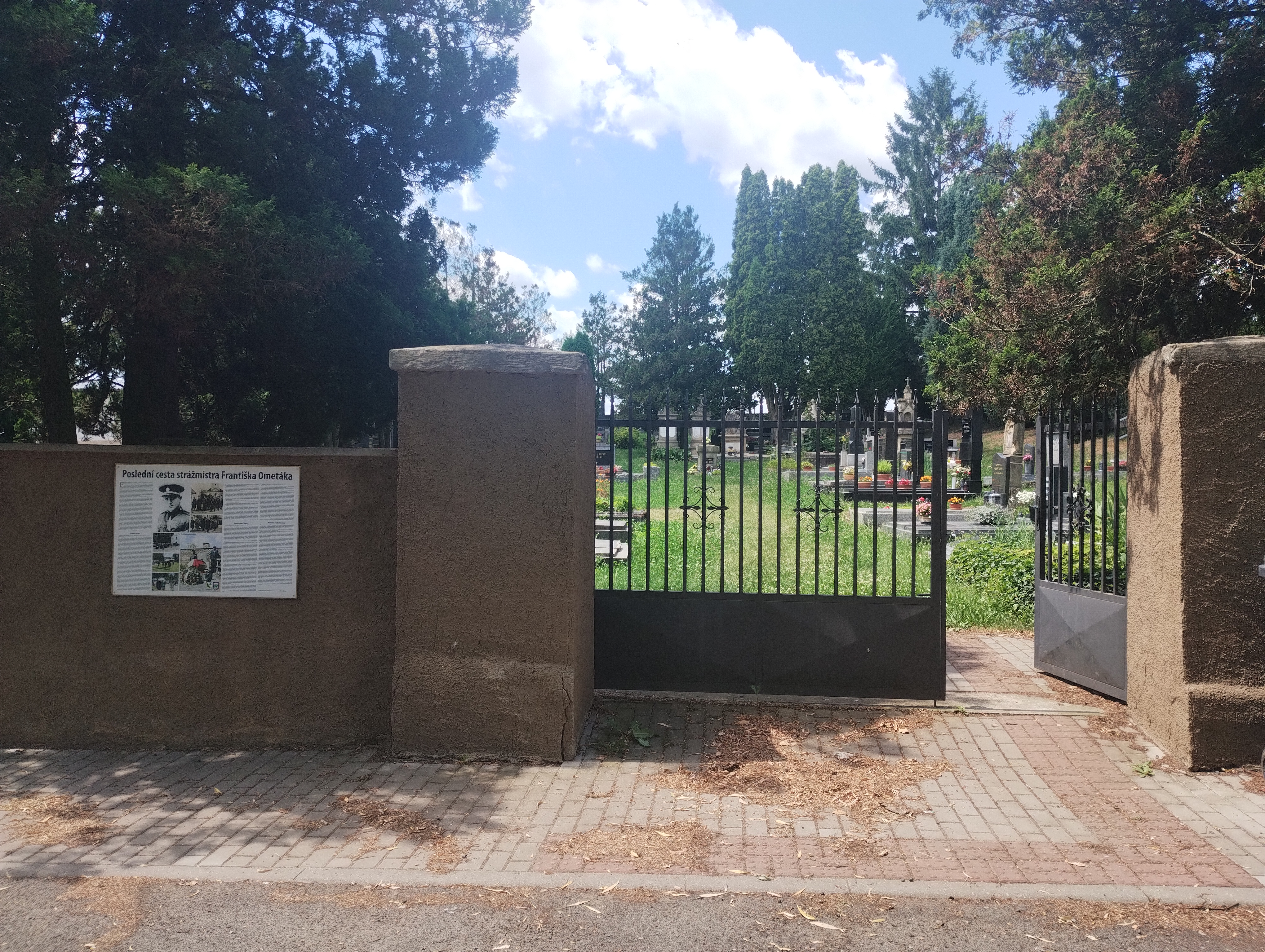
Hřbitov v Mutějovicích
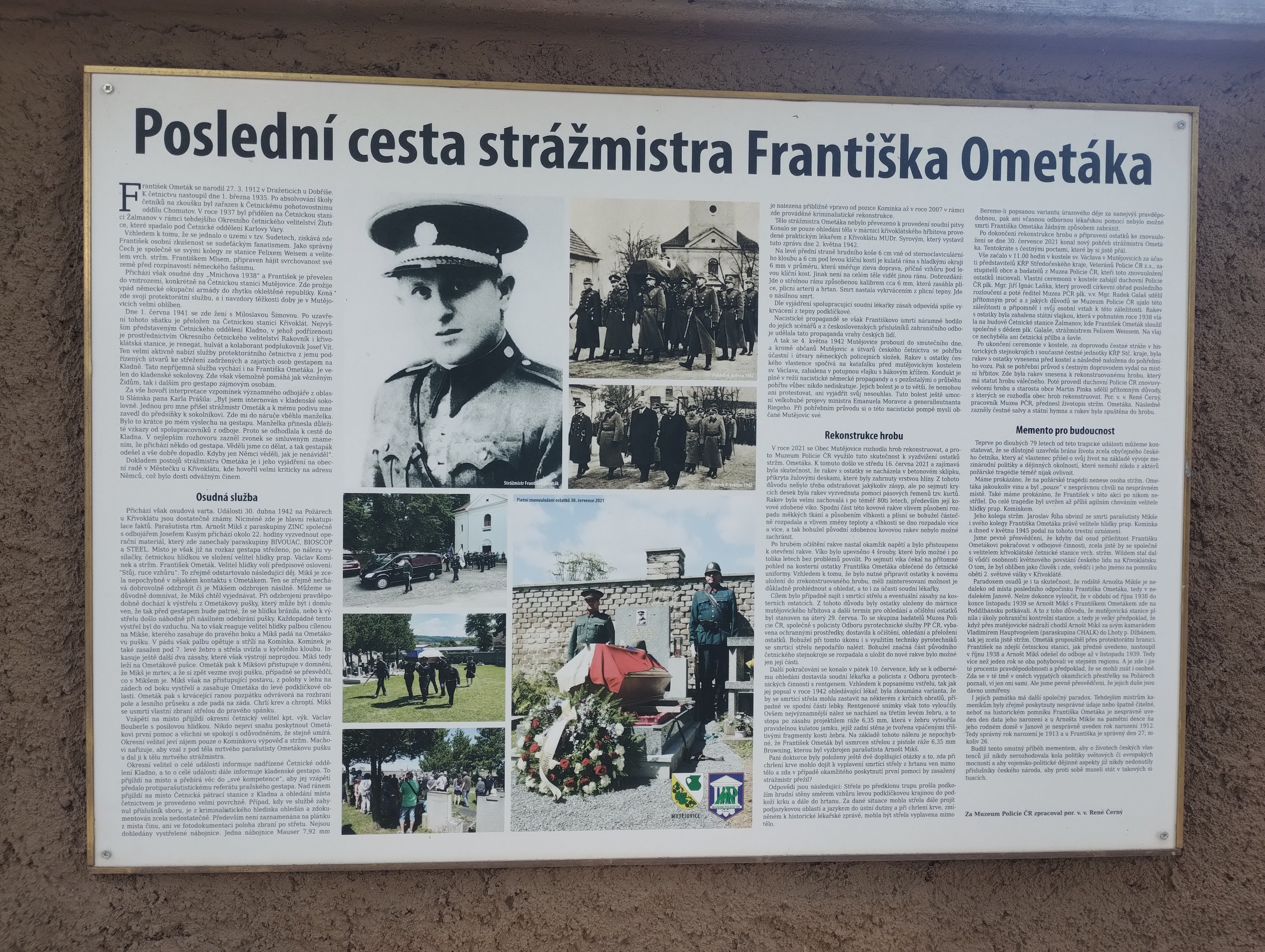
Informační tabulka na hřbitovní zdi v Mutějovicích
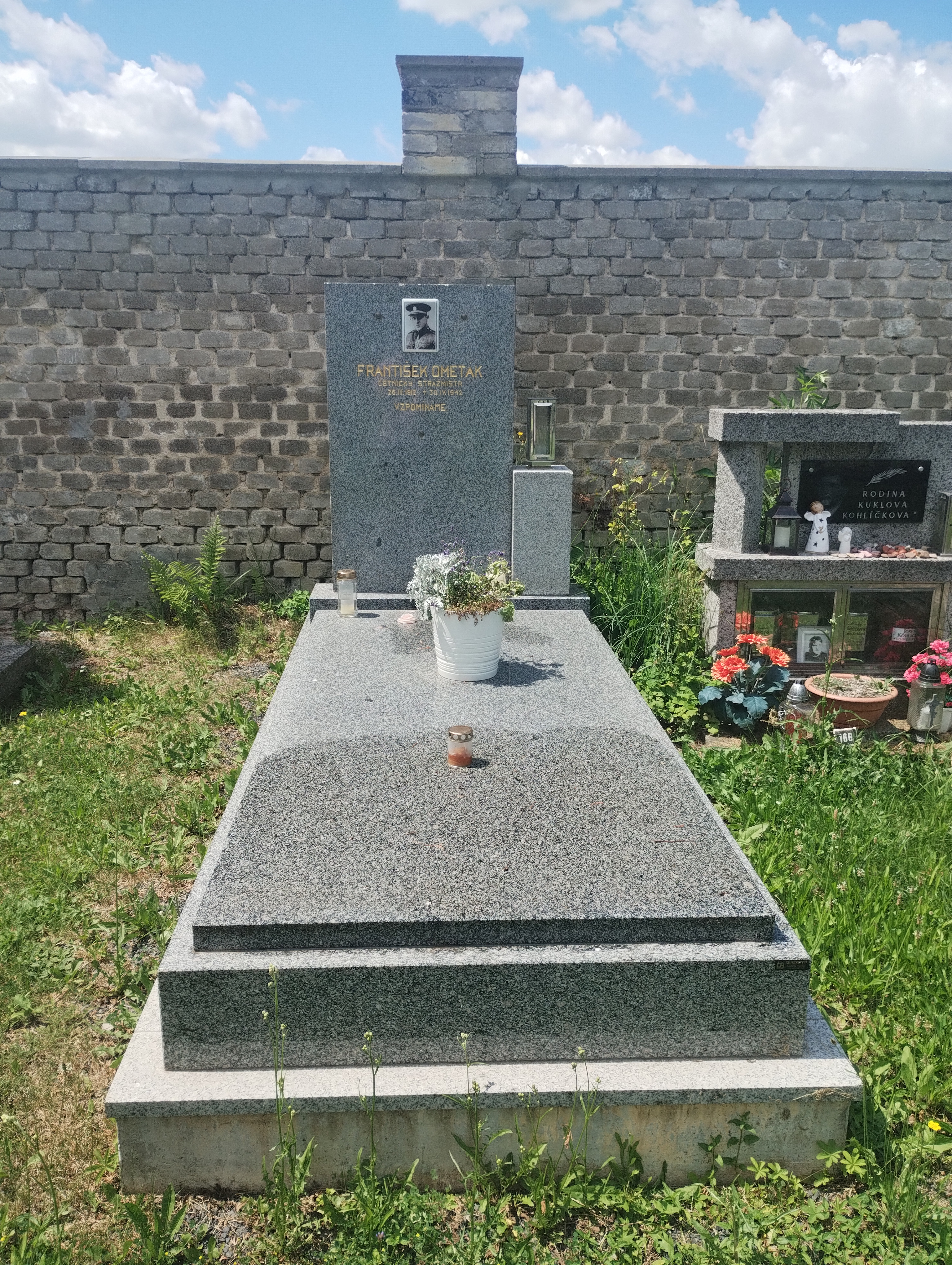
Hrob Františka Ometáka po rekonstrukci (foto 2025)
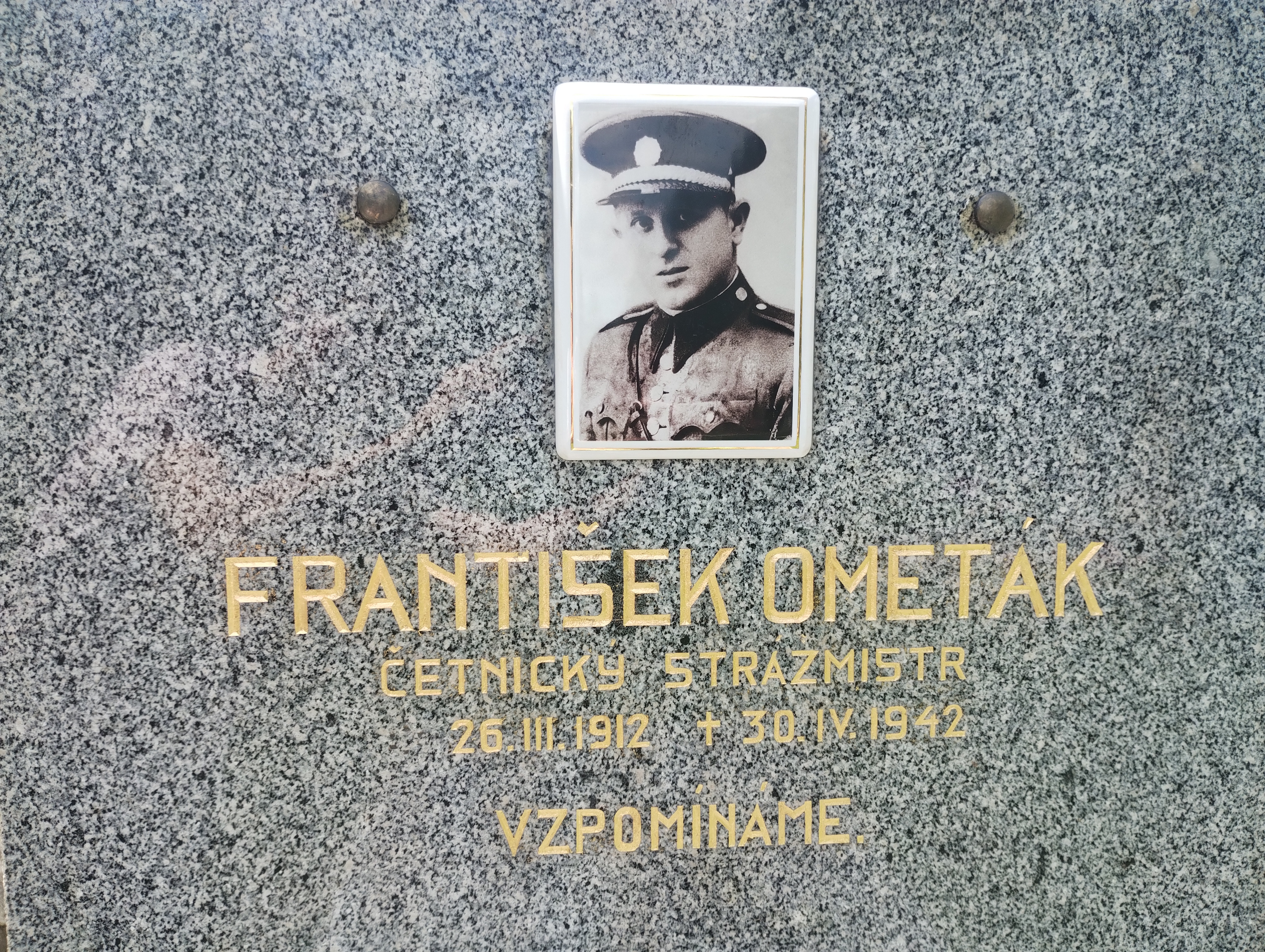
Nápis na hrobu Františka Ometáka po rekonstrukci (foto 2025)